# Plascheid
Plascheid é um município da Alemanha localizado no distrito (Kreis ou Landkreis) de Bitburg-Prüm, na associação municipal de Verbandsgemeinde Neuerburg, no estado da Renânia-Palatinado.